# 18 Tracks
18 Tracks je album Brucea Springsteena objavljen 1999. Sve osim tri selekcije već su se bile našle na box setu Tracks, objavljenom pola godine prije. Ovaj album bio je namijenjen ležernijim obožavateljima te je stoga bio orijentiran kraćim pop pjesmama iz Springsteenova opusa.
"The Promise", pjesma sa snimanja albuma Darkness on the Edge of Town još je od live izvedbi 1976. postala ultimativna priča o izdaji. "The Fever" je bila poznata slušateljima progesivnog rocka jer se na radiju puštala još u sedamdesetima, a snimili su je i Southside Johnny and the Asbury Jukes. Treća "nova pjesma" bila je "Trouble River" sa snimanja albuma Human Touch početkom devedesetih.
Nije postignut značajniji komercijalni rezultat jer je album dosegao tek 64. mjesto na Billboardovu Top 200 te nije postigao zlatnu nakladu. Prošao je bolje na britanskim ljestvicama.
"The Promise" je 2000. nominirana (ali nije osvojila) za dva Grammyja: najbolju rock pjesmu i najbolju mušku vokalnu rock izvedbu.

## Popis pjesama
Tekstovi i glazba: Bruce Springsteen. 
| 1.    | »Growin' Up«                         | 2:38 |
| 2.    | »Seaside Bar Song«                   | 3:33 |
| 3.    | »Rendezvous«                         | 2:48 |
| 4.    | »Hearts of Stone«                    | 4:29 |
| 5.    | »Where the Bands Are«                | 3:43 |
| 6.    | »Loose Ends«                         | 4:00 |
| 7.    | »I Wanna Be With You«                | 3:21 |
| 8.    | »Born in the U.S.A.« (demoverzija)   | 3:10 |
| 9.    | »My Love Will Not Let You Down«      | 4:24 |
| 10.   | »Lion's Den«                         | 2:18 |
| 11.   | »Pink Cadillac«                      | 3:33 |
| 12.   | »Janey, Don't You Lose Heart«        | 3:24 |
| 13.   | »Sad Eyes«                           | 3:47 |
| 14.   | »Part Man, Part Monkey«              | 4:28 |
| 15.   | »Trouble River« (dotad neobjavljena) | 4:18 |
| 16.   | »Brothers Under the Bridge«          | 4:55 |
| 17.   | »The Fever« (dotad neobjavljena)     | 7:35 |
| 18.   | »The Promise« (dotad neobjavljena)   | 4:48 |
| 71:12 |                                      |      |